# امبرناک
امبرناک (به فرانسوی: Ambernac) یک کمون در فرانسه است که در Canton of Confolens-Nord واقع شده‌است.

## خصوصیات
امبرناک ۳۰٫۰۵ کیلومترمربع مساحت و ۴۰۵ نفر جمعیت دارد و ۲۰۰ متر بالاتر از سطح دریا واقع شده‌است.